# Verkehrsbetriebe Minden-Ravensberg
Die Verkehrsbetriebe Minden-Ravensberg GmbH waren ein Verkehrsunternehmen, das etwa 80 Jahre bestand. Es bediente in einem Teil Ostwestfalens den öffentlichen Personennahverkehr. Die Gesellschaft betrieb die Stadtbusnetze in Minden und Herford sowie Regionalbuslinien in den Kreisen Minden-Lübbecke und Herford bis Juni 2011. 
Alleiniger Gesellschafter war seit August 2007 die Rhenus Veniro GmbH & Co. KG. Das Unternehmen meldete im Januar 2011 Insolvenz an. 

## Geschichte

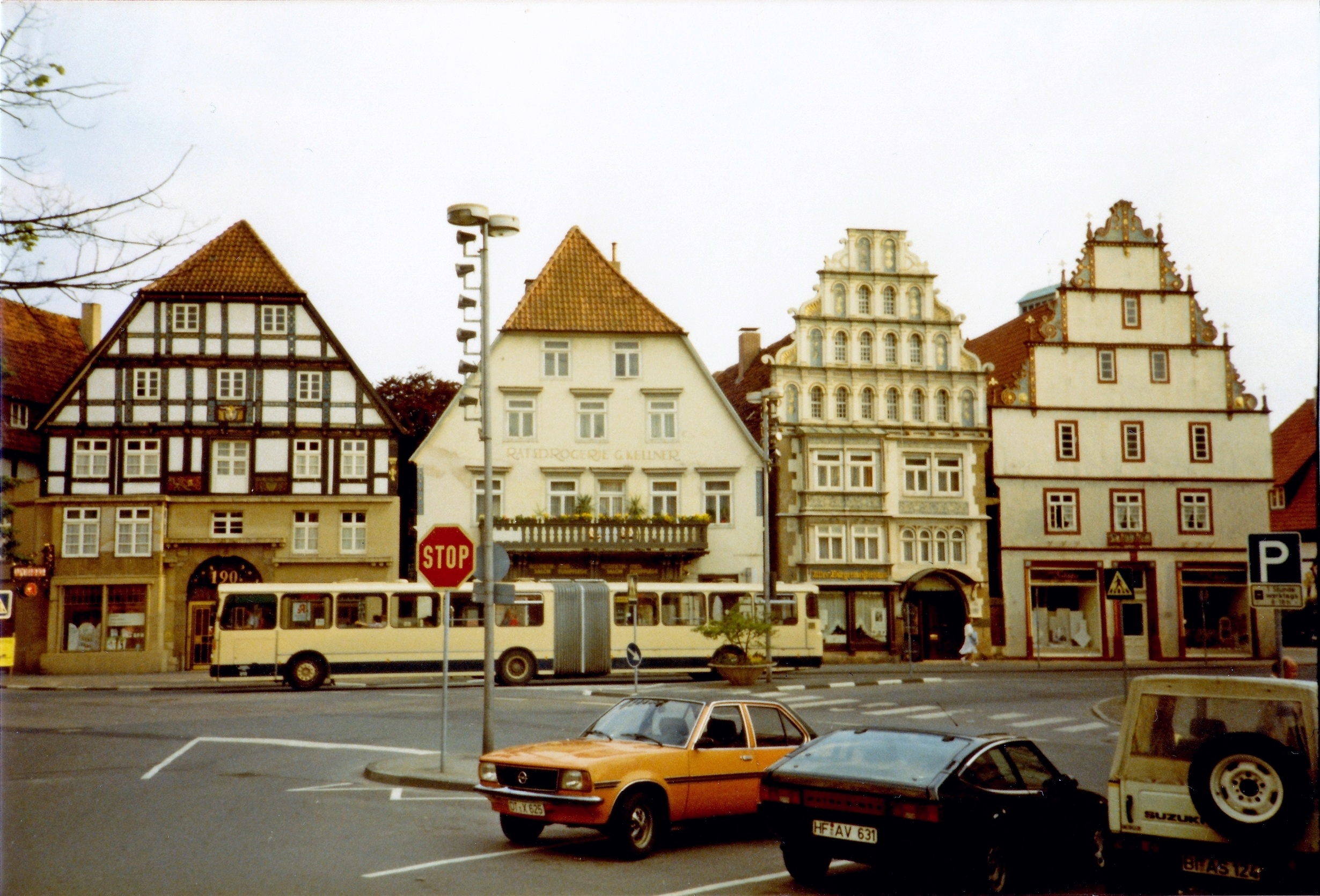
Regionalbus Linie 433 Herford Bf–Vlotho Ost in Bad Salzuflen, Am Markt nahe Salzhof (Juli 1985)

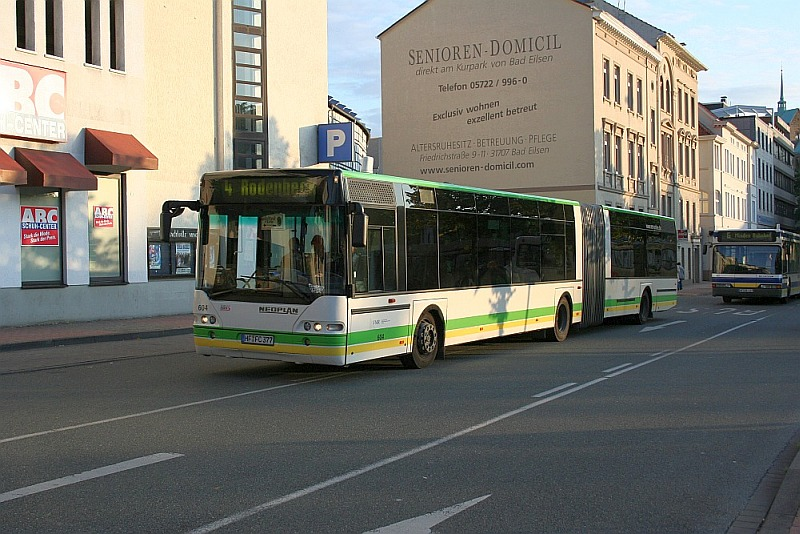
Neoplan N4421 der VMR bei der Abfahrt vom ZOB Minden

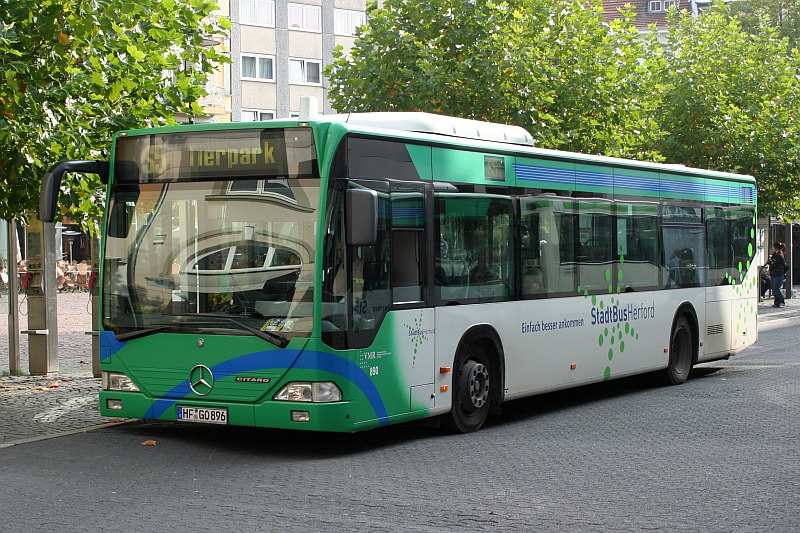
Mercedes-Benz O530 der VMR am Alten Markt in Herford

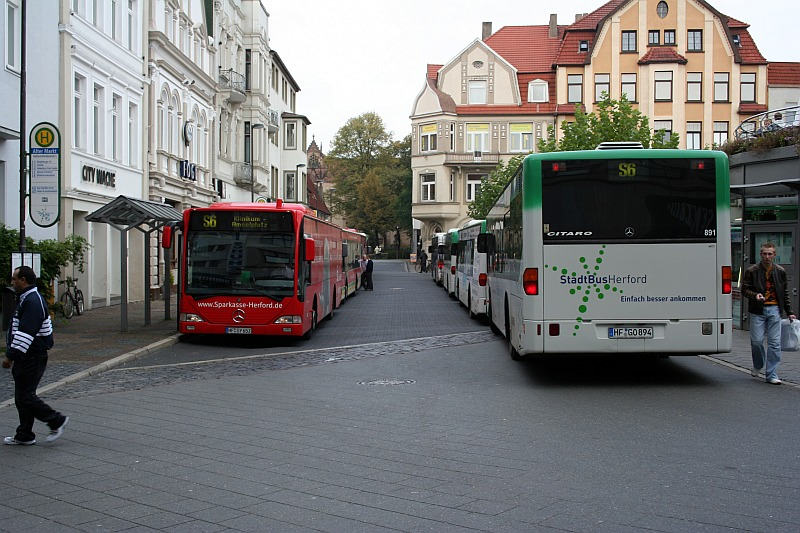
Rendezvous am Alten Markt in Herford

Vorgänger der VMR GmbH waren die Elektrizitätswerk Minden-Ravensberg (EMR) GmbH Kraftverkehrsabteilung. Diese übernahm zwischen 1927 und 1931 den größten Teil des Stammkapitals der Herforder Kleinbahn (Spenge–Herford–Bad Salzuflen–Vlotho) und betrieb diese bis zur Stilllegung 1966. Anfang der 1930er Jahre wurde die Strecke elektrifiziert. Von 1928 bis 1959 betrieb die EMR die Mindener Straßenbahn und von 1953 bis 1965 auch Obuslinien in Minden. Das Straßenbahnnetz war auf den Bahnhof Minden ausgerichtet; zu den Hauptbetriebszeiten fuhren alle zehn Minuten Bahnen ins Mindener Stadtzentrum.
Das Überlandbusnetz der Gesellschaft versorgte in den Kreisen Minden-Lübbecke und Herford hauptsächlich Strecken zwischen Herford, Spenge, Bad Oeynhausen, Vlotho, Hille und Minden. Hinzu kamen Stadtlinien in den größeren Städten.
Am 1. Januar 1982 wurden als Tochtergesellschaft der EMR die Verkehrsbetriebe Minden Ravensberg GmbH (VMR) gegründet, an denen die EMR 61 % und die Städte Minden und Herford 39 % Kapital hielten.
Die Beschäftigten konnten die eigene Betriebskrankenkasse des EMR wählen. Auch heute noch weist auf den Zusammenhang die Namensähnlichkeit der mittlerweile geöffneten BKK Herford Minden Ravensberg, die ihren Hauptsitz in Sichtweite des Herforder Betriebshofes hat, hin.
Am 1. August 1994 startete die VMR zum ersten Mal in ihrer Geschichte einen Versuch, ein völlig neues Liniennetz einzuführen. Dies erwies sich jedoch sehr schnell als nicht befahrbar und führte insbesondere in Minden auf Grund von Fehlplanungen zu erheblichem Chaos und zu Protesten aus der Bevölkerung. Der damalige Betriebsleiter, der das neue Netz im Alleingang entworfen hatte, wurde daraufhin von der EMR-Spitze umgehend entlassen und man kehrte am 6. Februar 1995 bis auf minimale Veränderungen zum alten Netzsystem zurück. Neue Namen einiger Haltestellen wurden jedoch beibehalten. Das neue Netz galt bei der VMR als dunkelstes Kapitel der Firmengeschichte, hatte es doch zu einem erheblichen Schuldenberg beigetragen, welcher erst Jahre später abgebaut werden konnte, und nicht zu vergessen auch zu einem erheblichen Imageverlust.
Seit 1995 war der VMR-Verkehrsbereich in den Zweckverband Verkehrsverbund OWL eingebunden. Mitte 2000 wurde der Tarifverbund „Der Sechser“ eingeführt (OWL Verkehr GmbH). 
Der Stadtverkehr in Minden wurde 2000 neu organisiert und erheblich verbessert. Durch eine Kooperation mit zwei weiteren Busunternehmen und die Einbeziehung der Regionallinien konnten Taktverdichtungen erreicht werden. Im Januar 2002 erfolgte die Privatisierung des Unternehmens; die VMR-Gesellschaftsanteile wurden von der üstra bzw. der damaligen intalliance AG Hannover (Gemeinschaftsunternehmen DB Stadtverkehr/üstra) übernommen.
Ab Ende 2001 bauten die Stadtwerke Vlotho GmbH ein eigenes Stadtbusnetz mit Kleinbussen auf. Dazu wurden die bisherigen Regionallinien gebrochen. Die Stadt wechselte gleichzeitig den Betreiber; die VMR musste ihre Leistungen mit Ausnahme der Linie Herford–Exter–Vlotho an die Busverkehr Ostwestfalen GmbH (BVO) abgeben.
Ab 2003 musste das Unternehmen hohe Verluste abbauen, außerdem bestanden Bestrebungen der intalliance/üstra, die Bedingungen für einen angestrebten Wiederverkauf des Unternehmens durch eine ausgeglichene Finanzlage zu verbessern. 2003 erfolgte daher die Einführung eines neuen Linienkonzeptes in Löhne, Bad Oeynhausen (→ Werre-Bus) und Herford. Grundlage des diesmal erfolgreichen Konzeptes war eine Teilumstellung auf Kleinbusse (Mercedes Sprinter) im Anrufbetrieb („Rufbus“) sowohl in Bad Oeynhausen als auch in Löhne (auf den schwach genutzten Buslinien) und in Herford die Einführung eines Stadtbussystems mit Rendezvous am Alten Markt. Dazu wurde das Herforder Liniennetz erheblich vereinfacht und die bisherige Bedienung des Streckenabschnitts Bahnhof–Alter Markt–Mindener Straße zu einem 30-Minuten-Takt ausgedünnt. Hier verkehrten bisher Busse in einem 10-/20-Minuten-Takt, die nun wegen des Anschlusstreffens hintereinander her fahren. Die Bedienung des Bahnhofs wurde stark eingeschränkt.
Mitte 2005 erfolgte eine komplette Neuorganisation des Stadtbusnetzes in Minden. Hierbei wurden alle Linien sternförmig auf den ZOB im Stadtzentrum ausgerichtet und die Taktabstände verdünnt. Dazu wurden mehrere bisher durchgehende Verbindungen geteilt. Der großzügig gestaltete „Busbahnhof“ am Bahnhof Minden geriet im neuen Konzept in eine Randlage und verlor die Funktion eines wichtigen zweiten Umsteigepunktes in der Stadt (→ Nahverkehr in Minden).
Im Herbst 2006 veröffentlichte die intalliance AG ihre Verkaufsabsichten, im August 2007 kam es zum Verkauf an Rhenus Veniro. Dies geschah zu einer Zeit, als sich der Kaufinteressent keineswegs sicher sein konnte, dass die VMR auch noch nach Abschluss des seinerzeit bestandenen Ausschreibungsverfahrens den Busverkehr in Herford betreiben würde. Kurz nach dem Kauf wurde jedoch bekannt, dass die VMR auch weiterhin die Leistungen in Herford erbringen darf. Das Fahrtenangebot des Mitbewerbers BVO (über die Tochter NVO-Temme mit Sitz in Halle/Westfalen) wurde zwar von der Bezirksregierung als geringfügig besser eingestuft. Jedoch konnte sich die VMR in diesem so genannten Genehmigungswettbewerb auf den in § 13 Absatz 3 des Personenbeförderungsgesetzes PBefG Altbetreiberbonus berufen. 2007 hatte die VMR wieder hohes Ansehen in der Bevölkerung gewonnen, was Unterschriftenaktionen im Zusammenhang mit der von der NVO-Temme GmbH angestrebten Übernahme der Verkehrsleistungen bewiesen.
In einem weiteren Genehmigungswettbewerb verlor die VMR im Dezember 2008 die Konzessionen für die von ihr bedienten Linien des Werre-Busses. Im Bereich Bad Oeynhausen werden weiterhin Fahrten von der VMR durchgeführt.
Im Zusammenhang mit der Inbetriebnahme des neuen Klinikums Minden im Mai 2008 ergaben sich neue Verkehrsaufgaben. Das Klinikum wurde an die Regionalbuslinien nach Bad Oeynhausen und Porta Westfalica angebunden. Außerdem wurde eine Stadtbuslinie dorthin verlängert. Wegen des Rendezvous-Konzeptes bestand allerdings trotz der Anbindung mit Regional- und Stadtlinien insgesamt nur ein 30-Minuten-Takt, die Busse fuhren hintereinander her. Wegen der verlängerten Fahrzeit nach Hausberge musste das Liniennetz in Porta Westfalica neu geordnet werden, dadurch entfiel auch der durchgehende Betrieb von Minden nach Holzhausen-Hitzepohl (hierzu die Linie 414 nach Porta Westfalica, Schalksburg nutzen. Dann geht es, ohne dass man umsteigen muss [Änderung des Fahrzeugumlaufes], weiter mit der Linie 418 in Richtung Holzhausen, Hitzepohl).

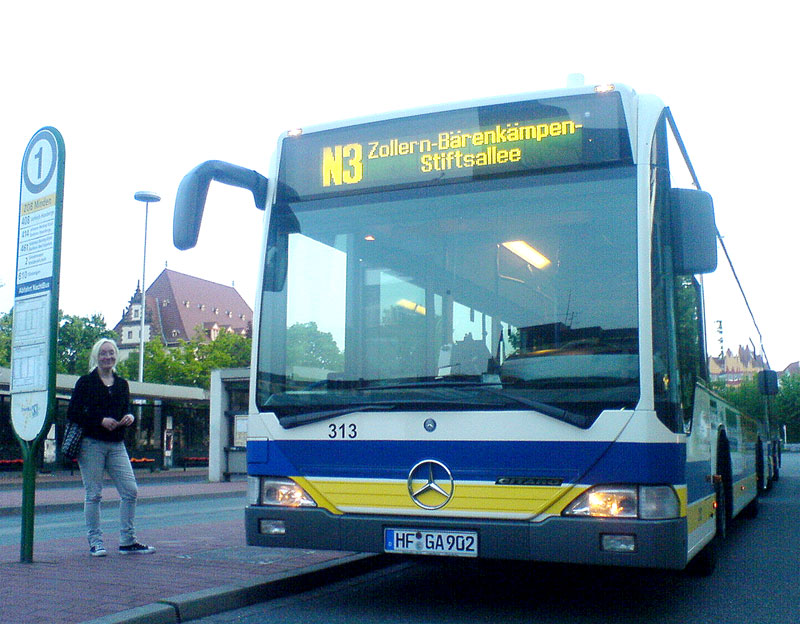
Erster Nachtbus in Minden – der Betrieb wurde mittlerweile wieder eingestellt.

Ein am 2. Mai 2009 in Betrieb genommenes Nachtbusnetz in Minden und Herford wurde aufgrund ungenügender Fahrgastzahlen bereits zum 30. Mai 2010 wieder eingestellt. Zuvor verkehrten je vier Nachtbuslinien an Wochenenden stündlich zwischen 20:45 und 03:45 Uhr zu einem Sondertarif. Am 1. Mai 2010 wurde eine Freizeitlinie an Sonn- und Feiertagen zwischen Bünde, Herford, Bad Salzuflen und Vlotho zu einem stark ermäßigten Sondertarif in Betrieb genommen. Die Fahrradbeförderung war hier – soweit die Busse dies ermöglichen – kostenfrei.
Im März 2010 wurde bekannt, dass die VMR im Geschäftsjahr 2009 rund 2,4 Millionen Euro Verlust gemacht hatten. Als eine Ursache dafür benannte das Unternehmen eine unklare Auslegung des Rechtsrahmens zum Genehmigungswettbewerb, wodurch sich die teilnehmenden Unternehmen in einer Art Versteigerung gegenseitig immer weiter überboten hätten. Neben weiteren Gründen habe auch eine angebliche „politisch motivierte Kappung eigentlich erforderlicher Fahrpreiserhöhungen“ eine wichtige Rolle für die Schieflage gespielt. Am 24. Juni 2010 kündigte das Unternehmen an, seinen Betrieb spätestens zum 30. Juni 2011 einzustellen. Als Gründe wurden genannt: der Gesellschafter (Rhenus-Veniro) sei auf Dauer nicht bereit, die Verluste zu tragen und ein „Überdimensisoniertes Leistungsangebot bei überdurchschnittlich hohem Lohngefüge [ist] nicht kostendeckend zu realisieren“. Als Leistungsangebot wurden die Vorgaben des Nahverkehrsplans angegeben. Ausgegangen wurde dabei von nicht steigerungsfähigen Fahrgastzahlen bei zu geringen Verbundtarifanpassungen (Tariferhöhung zum August 2010: ca. 2 %). Versuche, die Fahrgastzahlen zu steigern, waren jedoch seit Übernahme des Unternehmens durch Rhenus-Veniro 2007 nicht erfolgt. Die vorher eingeführten Stadtnetze in Herford und Minden (2003 bzw. 2005) wurden übernommen und nicht verändert – beispielsweise durch eine bessere Anbindung der Bahnhöfe.
An der Neuausschreibung der Stadtnetze im Dezember 2010 beteiligten sich die VMR nicht. Beobachter erwarteten das Ende des Betriebes. Am 19. Januar 2011 wurde Insolvenz beantragt. Damit schied die frühere Verkehrsabteilung des Elektrizitätswerks Minden-Ravensberg aus dem Wettbewerb aus.
Die Buslinien der VMR wurden am 12. Juni 2011 von der BVO übernommen, einer AG in öffentlicher Hand. Die Busse verkehren mit dem Namen DB Bahn Ostwestfalen-Lippe-Bus. Für die entlassenen Mitarbeiter wurde eine Auffanggesellschaft gegründet, die ein Jahr lang 80 % der Lohnkosten übernahm.

## Betrieb bis 2011
Bedient wurden 52 Linien. Die Bedienung erfolgte mit Linienbussen, Anruflinien (Taxibus) und Anruf-Sammel-Taxis (AST). Kern des Angebots bildeten die Stadtverkehre in Minden (insgesamt 13 Linien) und Herford (6 Linien). In Minden und in Herford bestanden auch die beiden Betriebshöfe. Sitz der Gesellschaft war Herford. Busse und andere VMR-Vermögenswerte wurden auf Antrag des Insolvenzverwalters am 21. Juli 2011 im Betriebshof Herford versteigert.

## Fahrzeugbestand
Die VMR setzte zuletzt die folgenden Fahrzeugtypen ein: MAN NL 202.2, MAN NL 262, MAN NG 272.2, MAN NG 312, MAN NG 313, MAN Lion’s City, MAN Lion’s City G, Mercedes-Benz O 405 G, MB O 405 GN2, MB O 405 N2, MB Citaro, MB Citaro G, MB Sprinter, Neoplan N 4016, Neoplan N 4021, Neoplan N 4416 (Centroliner), Neoplan N 4421 (Centroliner G).

## Betriebshöfe
Die beiden Betriebshöfe in Minden und Herford gehörten dem Nachfolger des Elektrizitätswerk Minden-Ravensberg, der E.ON Westfalen Weser, und wurden von den Verkehrsbetrieben Minden-Ravensberg angemietet. Im Stilllegungsverfahren gab es Differenzen über die Höhe der Mieten.

## Tarifvertrag
Nach Angaben des Unternehmens zahlte der Verkehrsbetrieb Minden-Ravensberg seine Personallöhne nach dem Tarifvertrag Nahverkehr NRW.